# 禧州
禧州（きしゅう）は、中国にかつて存在した州。現在の陝西省延安市洛川県一帯に設置された。
909年（開平3年）、後梁により翟州より改称された。州治は昭化県に設置された。923年（同光元年）、後唐により廃止され、旧州には鄜城県が設置された。